# Dockyard III (schip, 1946)
De Dockyard III is een Nederlandse stoomsleepboot gebouwd onder bouwnummer 228 bij de Rotterdamsche Droogdok Maatschappij (RDM). In 1946 werd het te water gelaten.
Dockyard III maakte deel uit van een serie van in totaal acht schepen. Van deze serie zijn behalve de Dockyard III nog enkele schepen overgebleven, namelijk Dockyard IV, Dockyard V en de Dockyard IX.
Oorspronkelijk waren de schepen gebouwd voor de havens van Moermansk (Rusland). Door de Tweede Wereldoorlog zijn de schepen nooit afgenomen. De werf besloot de schepen in eigen beheer te houden en als weefsleepboot in te zetten.
De Dockyard III heeft tot 1982 in actieve dienst gevaren bij de RDM. Hierna is het schip verkocht aan Stolk's Handelsonderneming te Hendrik-Ido-Ambacht om gesloopt te worden. In 1982 werd het schip gekocht door de gebroeders Beltman, ook wel de "Gebroeders Bever" genoemd. Vanwege deze bijnaam hebben de gebroeders Beltman het schip hernoemd in 1982 naar "Gebroeders Bever". In 1995 kwam het schip stil te liggen.
In april 2017 hebben de gebroeders Beltman besloten, na meer dan 20 jaar stil gelegen te hebben, het schip opnieuw te verkopen aan Stolk's Handelsonderneming om gesloopt te worden. Sinds juli 2017 is het schip in de handen van de huidige eigenaar, R.O. Hettich uit Rotterdam. De huidige eigenaar heeft het schip eind 2017 hernoemd naar haar oorspronkelijke naam, Dockyard III.
Begin 2018 werd de ketel opnieuw goedgekeurd waardoor het opstoken van het schip opnieuw mogelijk gemaakt werd.

## Kenmerken
De Dockyard III is net zoals haar zusterschepen oorspronkelijk gebouwd voor de havens van Moermansk (Rusland). Dit is terug te vinden in het ontwerp van het schip. Zo is het schip uitgerust met een verstevigde ijsbreeksteven en is de stuurhut om de schoorsteen heen gebouwd. Dit betekende gratis warmte, maar ook gevolgen voor de bouw. Zo moest er zowel over stuurboord als bakboord een identieke stuurstand worden gebouwd. 
Afmetingen:
- Lengte: 26,05 meter
- Breedte: 6,31 meter
- Diepgang: 2,65 meter

Stoomketel:
- Type: RDM Schotse ketel
- Lengte: 3,80 meter
- Diameter: 3,41 meter

Hoofdmachine:
- Type: RDM Lentz kleppenmachine
- Omwentelingen: maximaal 250 per minuut
- Kracht: 550 IPK
- Werkdruk: 14 bar